# Katherine Bailess
Katherine Bailess (født 24. april 1980) er en amerikansk skuespilleirnde, bedst kendt for sin rolle som Erica March i tv-serien One Tree Hill.